# Chōkei
Chōkei (長慶天皇 Chōkei-tennō; 1343 – 27 agosto 1394) è stato il 98º imperatore del Giappone secondo il tradizionale ordine di successione.

## Biografia
Il suo nome personale era Yutanari (寛成?, Yutanari). Il suo regno durò dal 1368 sino al 1383. Suo padre era l'imperatore Go-Murakami mentre sua madre era Fujiwara Masako (藤原勝子). Successe al padre sul trono ed in seguito, nel 1383 abdicò in favore del fratello, Go-Kameyama.